# Рама (изобразительное искусство)

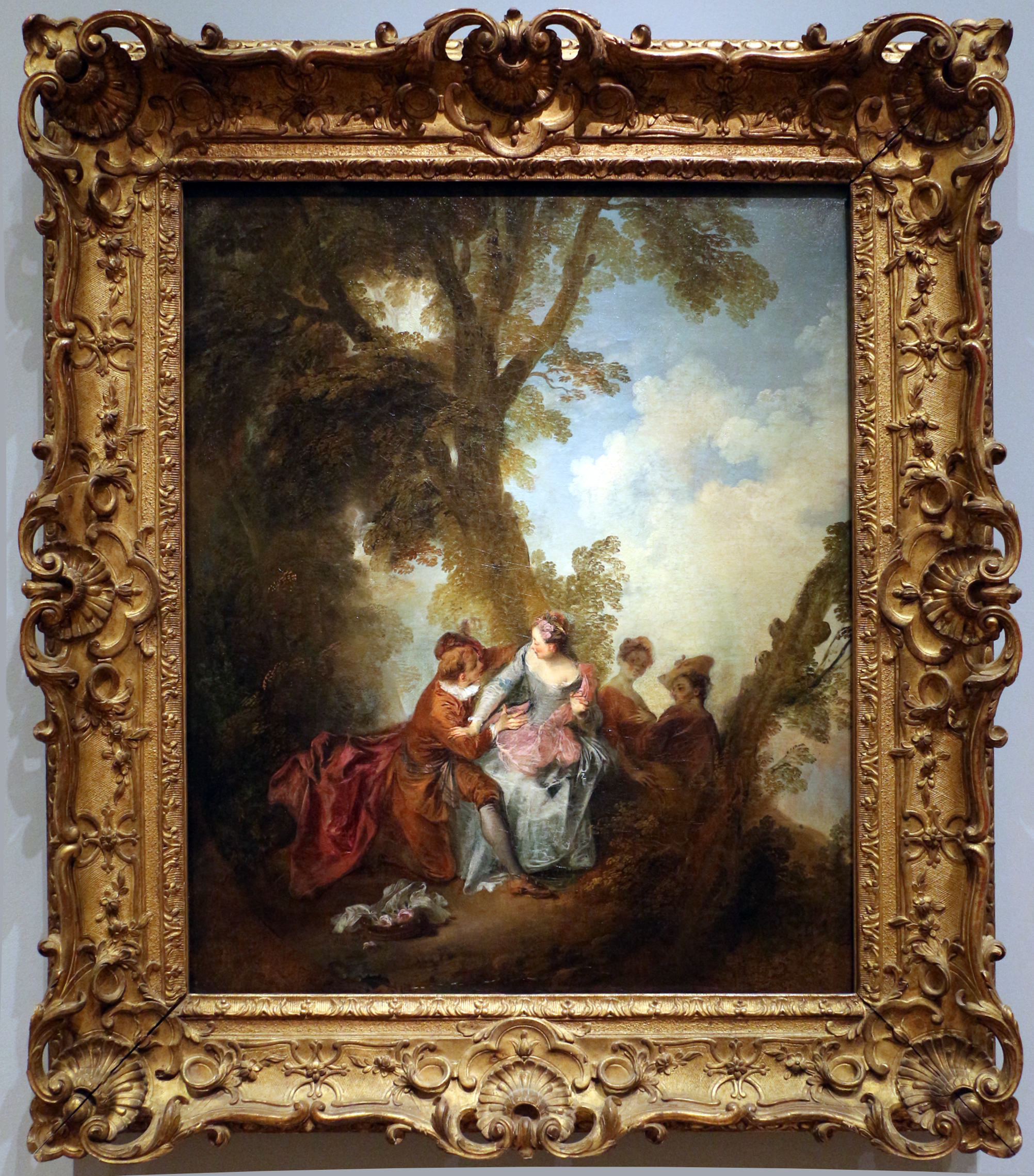
Н. Ланкре. Признание в любви. 1720. Рама в стиле Регентства

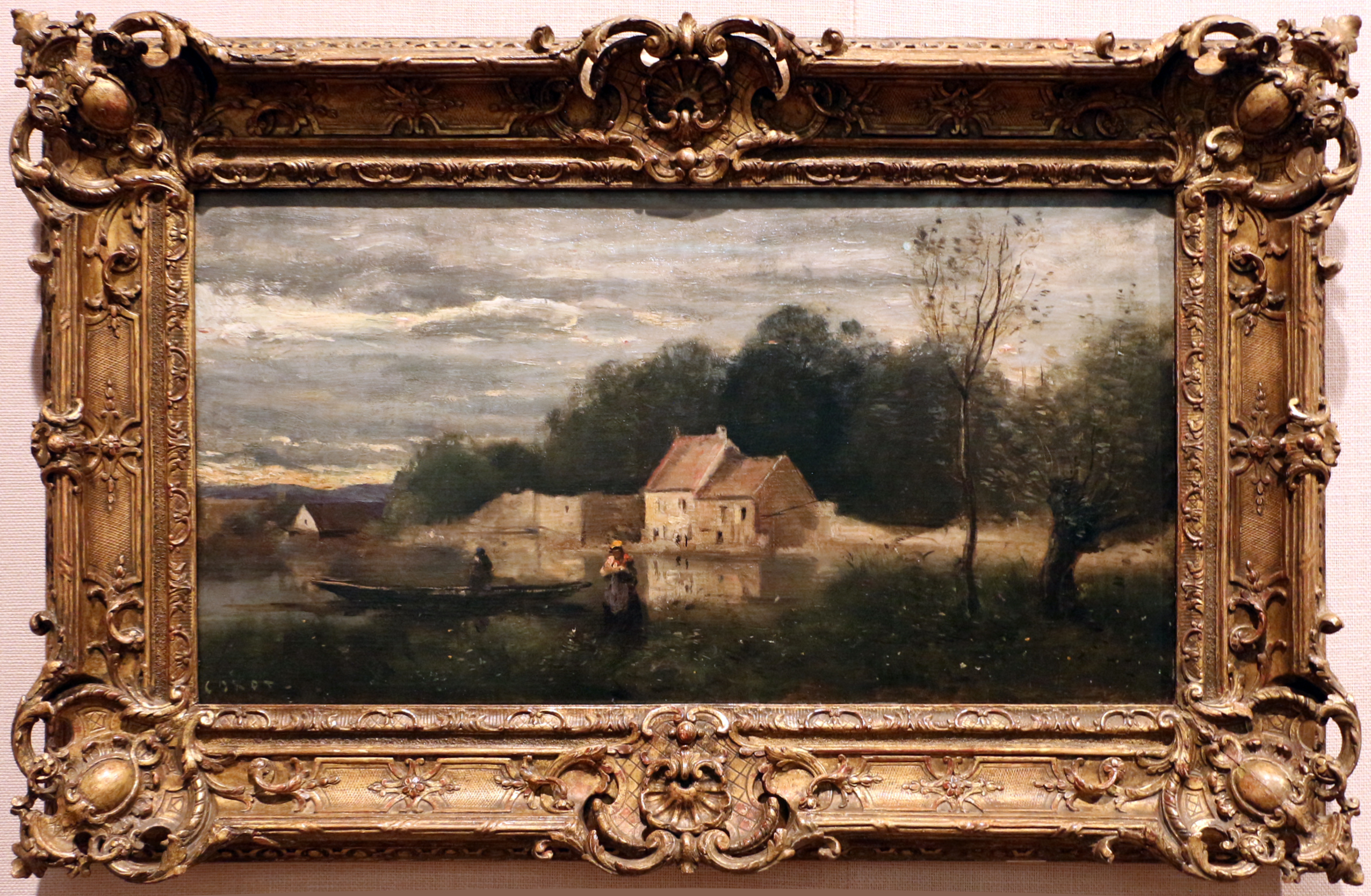
К. Коро. Течение реки. Ок. 1850. «Блонделевская рама»

Ра́ма, ра́мка (из нем. Rahmen, непосредственно или через пол. rama) — элемент, устройство, отграничивающие изображение от окружающей среды.

## Однокоренные слова
Ра́мка (небольшая рама, багет) — декоративное обрамление картины, фотографии (траурная рамка) и, в некоторых случаях, текста. Выражения «в рамках» и «выйти из рамок» (рамочный) используют для обозначения границ темы.

## Функция
Рама живописной картины, эстампа — любого изображения на плоскости, её толщина, ширина, профиль, цвет, имеют важное формообразующее значение, поскольку любое изображение представляет собой «мнимый объект»: одновременно плоскость и зрительное представление проёма в преграде, что связывает, по утверждению С. М. Даниэля, изображение с семантикой портала или триумфальной арки.
Рама отделяет изображение «картинного типа» от окружающего пространства как физическую данность, материально ощутимую поверхность, сосредотачивая на ней внимание зрителя, и соотносит эту поверхность с воображаемой глубиной изобразительного пространства, превращая её в метафизическую данность. Именно рамы, как доказывал Б. А. Успенский, «организуют изображение и, собственно говоря, делают его изображением, то есть придают ему семиотический характер». Далее автор приводит слова Г. К. Честертона о том, что «пейзаж без рамки практически ничего не значит, но достаточно поставить какие-то границы (будь то рама, окно, арка), как он может восприниматься как изображение». Успенский позволил себе категоричное высказывание: «Именно границы и создают изображение».
Даже в тех случаях, когда границы изобразительного поля никак не обозначены, они ощущаются психологически в качестве действительно присутствующих. Гештальтпсихологи приводят в качестве доказательства простой опыт. Попробуем вырезать из плотной бумаги небольшое прямоугольное окошко и посмотреть через него на окружающий мир. То, что мы увидим: случайный фрагмент пейзажа, дома, деревья, покажется нам более организованным, скомпонованным в сравнении с тем, что мы видим снаружи. И это не иллюзия, а результат действия реальных перцептивных сил. «Каждый акт восприятия представляет собой визуальное суждение».
Рама осуществляет ещё одну важную функцию — она призвана облегчить воображаемый переход от внешней позиции наблюдателя к внутренней точке зрения, поскольку при рассматривании изображения зритель мысленно участвует в действии, переносит себя внутрь изображённого пространства. Отсюда приём многократного «репродуцирования рамы» (изображений на картине прямоугольных элементов, вертикалей и горизонталей, зрительно рифмующихся с наружным обрамлением), появление «репуссуаров» (от фр. repousser — двигать, отражать) — фигур, движением или жестами как бы приглашающих «войти в картину» или предметов, играющих роль кулис. Решению этой задачи помогает профиль багета фр. baguette — палочка, прут, рейка) — скосы внутрь и нейтрально-белая или серая окраска для яркой живописи. Обрамление маскирует действительную толщину доски или подрамника с натянутым на него холстом и даже толщину и чувство материальности простого листа бумаги в окантованном эстампе, превращая всё это в мнимость и помогая тем самым зрителю постигать и переживать глубину изобразительного пространства. Однако, когда мы мысленно «входим в картину» и проникаем в изобразительное пространство, то забываем о раме, также как о стене, на которой висит картина. Вместе с изображением и рама приобретает метафизические свойства.

## Историческое развитие обрамлений

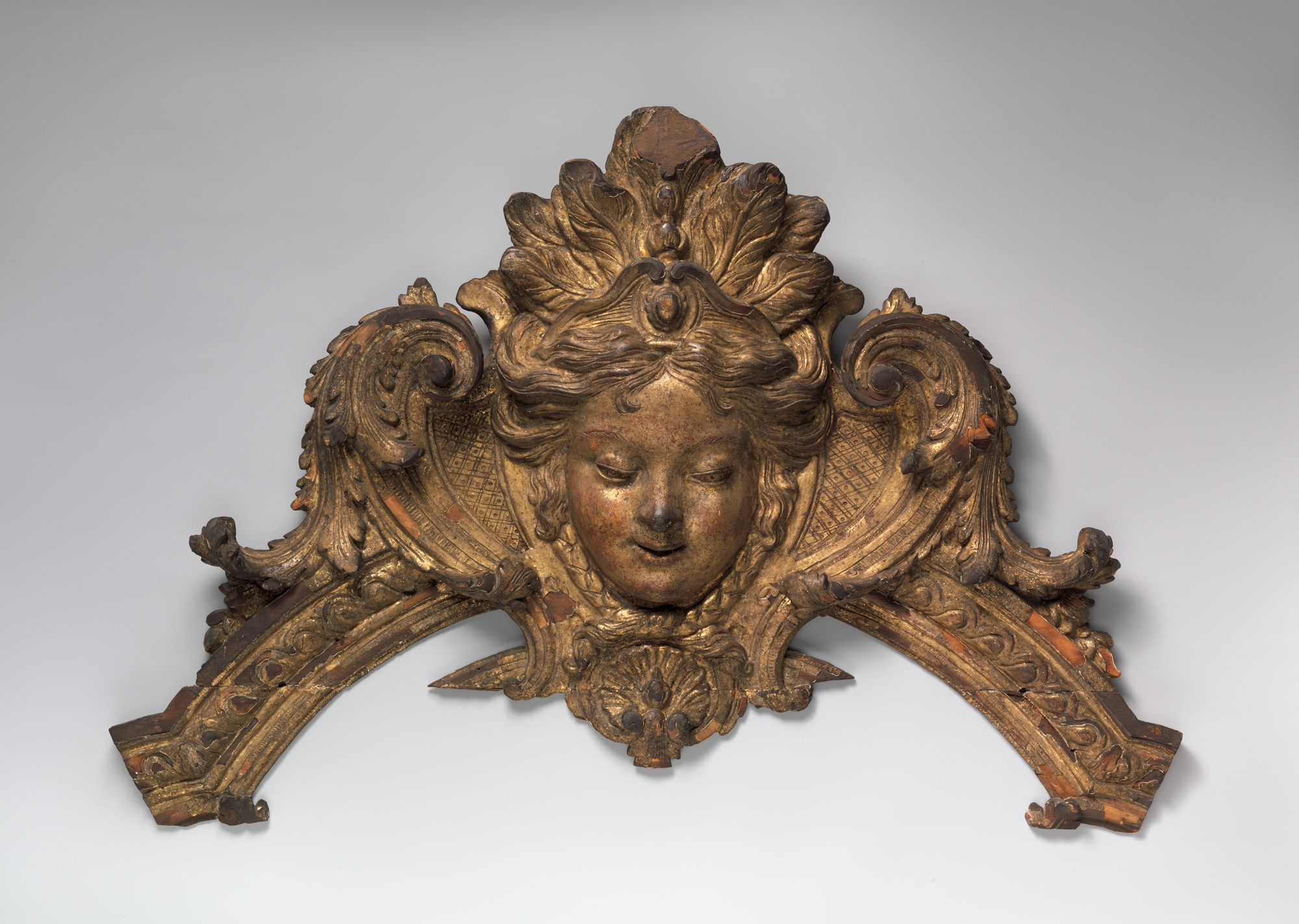
Фрагмент рамы зеркала. Франция. Середина XVIII в.

В искусстве Древнего мира рамы не требовались, поскольку изображения были органично связаны с поверхностью стены, пещеры, здания, а автономность изобразительного пространства не осмысливалась. В средневековом искусстве функции рамы выполняла архитектура: обрамления витражных окон, росписей и мозаик стен, сводов и парусов в храмах. Не случайно алтарные картины имели архитектонические обрамления из резного и золочёного дерева, повторяющие очертания готических вимпергов, стрельчатых арок, квадрифолиев и трифолиев.
Рама как таковая появляется вместе с формированием станко́вой картины в результате размежевания видов искусства в эпоху Возрождения: обособления живописи и скульптуры от архитектурного пространства. В результате этого процесса формируется особое изобразительное пространство, которое и потребовало отграничения от окружающей среды. Усложнение этого пространства предполагало решение непростой задачи: установления связи семантики внешнего (правой и левой сторон со стороны зрителя) и организации внутреннего пространства. Для этого использовались самые разные перспективные приёмы: прямой линейной и обратной перспективы, совмещения различных точек зрения, использования приёмов «картина в картине», соединения внешних и внутренних проекций, например вида здания одновременно снаружи и изнутри.
Многие художники сами изготавливали рамы, заказывали их по собственным эскизам для картин, либо дополняли их изобразительными элементами. Дабы подчеркнуть, обыграть связь внутреннего и внешнего художники создавали медиаторов (посредников), роль которых играли обрамления, картуши, фигуры щитодержателей с гербами и надписями, теламоны, гермы, кариатиды, путти.
В эпоху барокко и «большого стиля» во Франции эпохи Людовика XIV в моду входили пышные золочёные блонделевские рамы (по фамилии архитектора Ф. Блонделя Старшего). В искусстве второго ампира и необарокко в середине и второй половине XIX века блонделевские рамы снова были востребованы, их дополняли резными гирляндами, бандеролями и рокайлями.
Импрессионисты предпочитали тонкий и нейтральный по цвету светлый багет, не мешающий восприятию живописи. Постимпрессионист Ж. Сёра, создатель оригинального метода живописи под названием «дивизионизм», или «пуантилизм» (техники письма мелкими точками раздельных тонов), писал свои рамы прямо по периметру холста в той же «дивизионистской» технике. Такие живописные рамы он называл «репуссуарами» (отталкивателями, отражателями).